# Europees kampioenschap voetbal 2032
Het Europees kampioenschap voetbal mannen 2032 of UEFA Euro 2032 wordt de 19e editie van het vierjaarlijkse voetbaltoernooi. Het zal in de zomer van 2032 worden gehouden in Italië en Turkije.

## Keuze gastlanden
Op 10 oktober 2023 wees de UEFA het toernooi toe aan Italië en Turkije, dat geen concurrentie had.
Op 23 maart 2022 maakten de voetbalbonden van Italië en Turkije bekend een gezamenlijke kandidatuur in te dienen om het Europees kampioenschap in 2032 te organiseren. Oorspronkelijk dienden beide landen een individuele kandidatuur in, maar nadien besloten de landen samen te werken om het toernooi te organiseren.
Rusland was het enige land dat zich eveneens aanmeldde, ondanks de schorsing van UEFA van Russische voetbalclubs en het Russische nationale voetbalteam vanwege de Russische invasie van Oekraïne. Op 2 mei 2022 besloot de UEFA echter dat de kandidatuur ongeldig was.

## Kwalificatie

### Gekwalificeerde landen
| Land    | Gekwalificeerd als | Kwalificatiedatum | Deelnames aan EK's                                                   | Winnaar van EK |
| ------- | ------------------ | ----------------- | -------------------------------------------------------------------- | -------------- |
| Italië  | Gastland           | 10 oktober 2023   | (11) 1968, 1980, 1988, 1996, 2000, 2004, 2008, 2012, 2016, 2020,2024 | (2) 1968, 2020 |
| Turkije | Gastland           | 10 oktober 2023   | (6) 1996, 2000, 2008, 2016, 2020, 2024                               | (0)            |

1. ↑  Italië kan zich nog plaatsen voor het EK 2028, wat het aantal deelnames tot 12 kan brengen.
2. ↑  Turkije kan zich nog plaatsen voor het EK 2028, wat het aantal deelnames tot 7 kan brengen.